# Amblyseius asperocervix
Amblyseius asperocervix är en spindeldjursart som beskrevs av D. McMurtry och Moraes 1985. Amblyseius asperocervix ingår i släktet Amblyseius och familjen Phytoseiidae. Inga underarter finns listade i Catalogue of Life.